# Footgolf

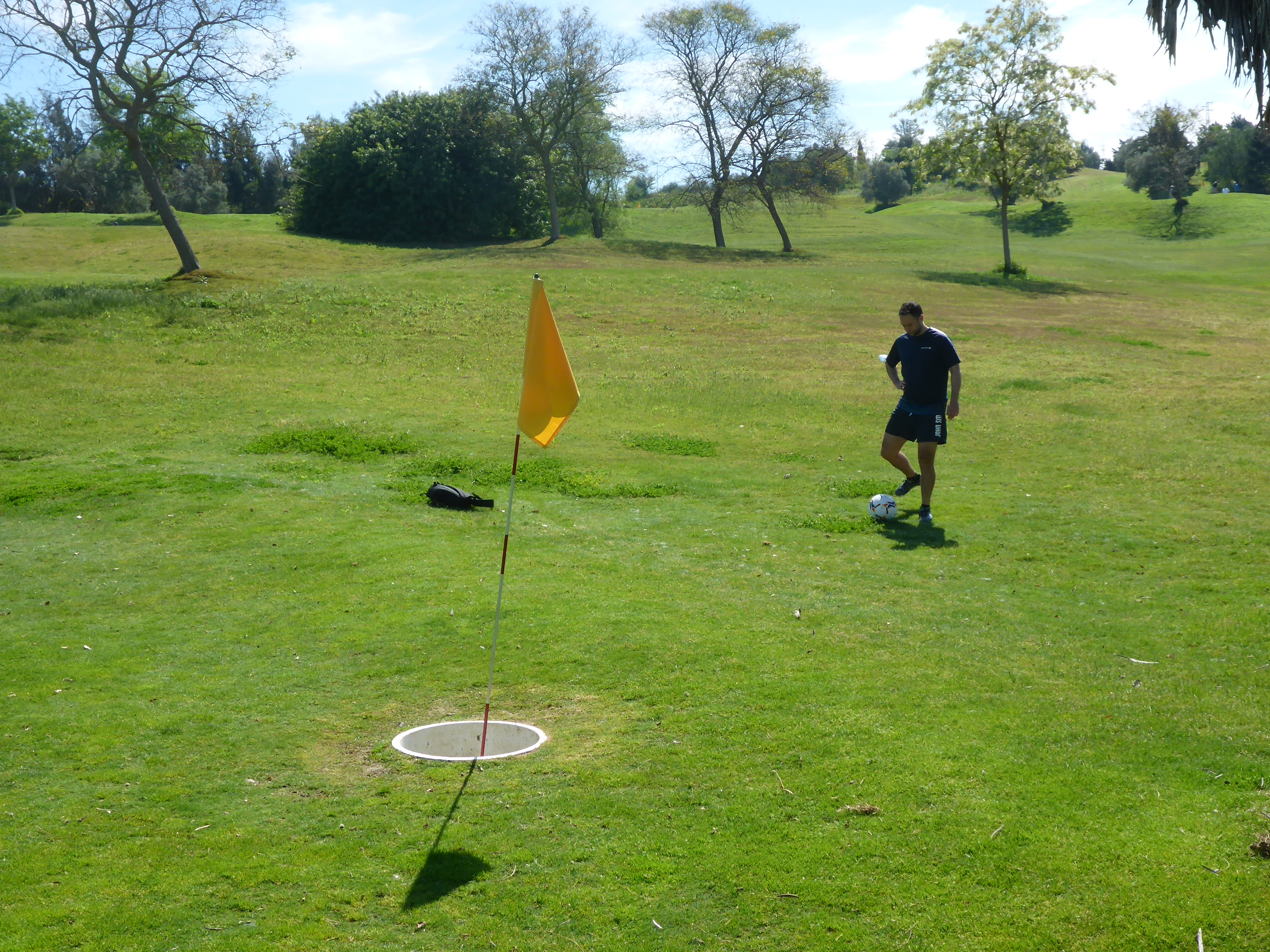
Footgolf

Footgolf is een variant van golf. Het is een combinatie van golf en voetbal, en wordt met een voetbal gespeeld. Doel is de bal in zo min mogelijk trappen in de hole te krijgen, die speciaal voor dit spel een doorsnede van 52 cm heeft.

## Introductie
Het spel werd halverwege 2009 in Nederland geïntroduceerd door Bas Korsten, Willem Korsten en Michael Jansen. Bas Korsten en Jansen richtten daarna ook de Nederlandse FootGolf Bond en de International FootGolf Association (Genève) op. De bekendheid was er destijds nog niet. Eind 2011 hield deze bond op te bestaan, waarna Rens Elbertsen en Maurits van Tubergen Lotgering een nieuwe bond oprichtten, genaamd FootGolf Holland. Sinds deze tijd maakte de sport zowel nationaal als internationaal een grote groei door. Alleen al in Nederland kan er op 15 golfbanen en bijna 30 andere locaties gespeeld worden.
FootGolf Holland ging in 2014 een samenwerking met de Nederlandse Golf Federatie aan.
In 2012 werd door organisaties uit drie landen, te weten Nederland, Argentinië en Hongarije, een nieuwe wereldbond opgericht. Deze Federation for International FootGolf richt zich expliciet op het delen van kennis en ervaringen. Halverwege 2014 had de FIFG vijfentwintig leden, te weten: Argentinië, Australië, België, Chili, Duitsland, Colombia, Groot-Brittannië, Canada, Hongarije, Frankrijk, Italië, Kroatië, Mexico, Nederland, Noorwegen, Panama, Polen, Portugal, Puerto Rico, Slowakije, Spanje, Turkije, de VS, Zuid-Afrika en Zwitserland.
In de VS is de PGA een belangrijke partner voor de sport geworden. Zij zien footgolf als een kans om meer mensen naar golfbanen te krijgen. Mede hierom gingen in dat land in een jaar tijd ruim 200 golfbanen over tot de aanleg van footgolfholes. Ook de Engelse footgolfbond profiteerde van de moeilijke periode die de golfsport daar doormaakte. Sinds hun oprichting in 2012 werden 40 footgolfbanen aangelegd.

## Internationaal
In 2012 werd in Hongarije het eerste wereldkampioenschap georganiseerd. Op dit toernooi waren acht landen aanwezig, waaronder Nederland. De beste Nederlander op dit toernooi was Johnny Melten, met een achtste plek. Wereldkampioen werd Bèla Lengyel, uit het organiserende land.
In 2014 werd, eveneens in Hongarije, het eerste Europees kampioenschap footgolf georganiseerd door de EFGF. De Nederlander Jim Kuipers behaalde de Europese titel en Björn Bulk werd tweede.
In 2016 stond het tweede wereldkampioenschap op het programma. Dit toernooi werd van 5 tot 10 januari 2016 gehouden in Pilar (Argentinië). Nederland vaardigde een selectie van 16 spelers af. Van deze spelers eindigde Jim Kuipers het hoogst (een 7e plaats). De Argentijn Christian Otero eiste de wereldtitel voor zich op.
Het derde WK werd in december 2018 gespeeld in Marrakesh (Marokko). Er werd voor het eerst gestreden in drie categorieën, te weten 'men', 'women' en 'senior'. Onder leiding van bondscoach Fred Kuipers deed een grote delegatie Nederlandse footgolfers mee, die zich via voorronden wisten te plaatsen voor het WK in Marrakesh. Bij de 'men' eiste de Argentijn Matías Perrone de titel voor zich op. met een score van -16 in vier speeldagen was hij de beste voor de Engelsman Ben Clarke en landgenoot Roberto Ayala. Bij de vrouwen behaalde de Engelse Sophie Brown de WK-titel en bij de senioren was dat de Italiaan Stefano Grgigolo, net voor Nederlander Marcel Peeper.
Het sterkste toernooi ter wereld is de Capital Cup, gehouden op Golfbaan Spaarnwoude. In 2014 deden hier spelers uit 17 landen aan mee. De winnaar van dit toernooi werd Björn Bulk. Christian Otero en Matias Perrone (beiden Argentijn) werden tweede en derde.

## Nederlands kampioenschap
Het eerste Nederlands kampioenschap footgolf vond plaats in 2009 op de baan van Het Rijk van Nijmegen. De formule was matchplay, waarbij per hole genoteerd wordt wie de hole wint. Op dit toernooi waren enkel (oud-)profvoetballers aanwezig die door de organisatie waren uitgenodigd. De jaren erna was er naast een groep van circa dertig (oud-)profs een twee keer zo grote groep amateurs aanwezig, die zich via een kwalificatiecircuit konden plaatsen voor deze finaledag.

### Kampioenen NK footgolf
| Jaar | Baan                                    | Winnaar         |
| ---- | --------------------------------------- | --------------- |
| 2009 | Het Rijk van Nijmegen                   | Theo Janssen    |
| 2011 | Openbare Golfbaan Spaarnwoude           | Arjan de Beurs  |
| 2012 | Openbare Golfbaan Spaarnwoude           | Simon Wetzel    |
| 2013 | Openbare Golfbaan Spaarnwoude           | Rudi Zaal       |
| 2014 | Golfpark Almkreek                       | Jim Kuipers     |
| 2015 | Golfpark Almkreek                       | Sam van Bracht  |
| 2016 | Drentsche Golf & Country Club           | Bjorn Bulk      |
| 2017 | Drentsche Golf & Country Club           | Jim Kuipers     |
| 2018 | Rhoon Golfcenter & Strijensche Golfclub | Jim Kuipers     |
| 2019 | Rhoon Golfcenter                        | Jan-Willem Baas |

### Speler van het Jaar (seizoensranking)
| Jaar | Winnaar         |
| ---- | --------------- |
| 2013 | Jim Kuipers     |
| 2014 | Matthijs Voost  |
| 2015 | Sam van Bracht  |
| 2016 | Jim Kuipers     |
| 2017 | Björn Bulk      |
| 2018 | Michael Wilkes  |
| 2019 | Jan-Willem Baas |
| 2021 | Guido Voorendt  |

## Banen
Anno 2015 zijn de volgende 15 banen gelicenseerd:
| Plaats            | Naam van de baan              |
| ----------------- | ----------------------------- |
| Almkerk           | Golfpark Almkreek             |
| Amsterdam         | De Hoge Dijk                  |
| Assen (Zijerveld) | Drentsche Golf & Country Club |
| Benthuizen        | Golfbaan Bentwoud             |
| Gouda             | Golfbaan IJsselweide          |
| Hoogland          | Golfclub Hoogland Amersfoort  |
| Julianadorp       | Golfbaan Ooghduyne            |
| Haaksbergen       | Het Langeloo                  |
| Noordwijkerhout   | Landgoed Tespelduyn           |
| Oosterhout        | Landgoed Bergvliet            |
| Purmerend         | BurgGolf Purmerend            |
| Sellingen         | De Bronzen Eijk               |
| Tilburg           | Prise D'eau                   |
| Velsen Zuid       | Spaarnwoude                   |
| Wijchen           | BurgGolf Wijchen              |
| Winkel            | 't Regthuys                   |
| Zwolle            | Golfclub Zwolle               |